# Andrézieux-Bouthéon
Andrézieux-Bouthéon è un comune francese di 9 895 abitanti situato nel dipartimento della Loira della regione dell'Alvernia-Rodano-Alpi.
Nel territorio comunale avviene la confluenza delle acque del Furan con quelle della Loira. 

## Società

### Evoluzione demografica
Abitanti censiti